# 東田陽介
東田 陽介（とうだ ようすけ）は日本の映像作家、脚本家、プロデューサー。兵庫県西宮市出身。兵庫県立西宮甲山高等学校、関西学院大学文学部卒業。大学在学中は自主制作映画サークルに所属。2004年にテレパック入社。

## 作品

### 監督
- 沈黙法廷（2017年）
- 執事 西園寺の名推理（2018年）※プロデューサー兼任

### 演出
- 浪花少年探偵団（2012年）
- 水族館ガール（2016年）

### 演出補
- お・ばんざい!（2007年）

### プロデュース・制作
- モメる門には福きたる（2013年）
- スケート靴の約束～名古屋女子フィギュア物語～（2013年）
- 花嫁のれん（2014年第3期・2015年第4期）
- その男、意識高い系。（2015年）
- 誤断（2015年）
- SR サイタマノラッパー ～マイクの細道～（2017年）
- クラスメイトの女子、全員好きでした（2024年）